# Ogród Aleksandrowski (Moskwa)
Ogród Aleksandrowski (ros. Александровский сад) – jeden z pierwszych publicznych parków w Moskwie. Składa się z trzech części, które położone są u podnóża zachodnich murów Kremla, pomiędzy Kremlem a moskiewskim Maneżem. Powierzchnia: ok. 10 ha, długość: 865 m.

## Historia
Założony na polecenie cara Aleksandra I według projektu architekta Józefa Bové w latach 1819-23 wzdłuż rzeki Nieglinka, która została przykryta i skierowana podziemnym kanałem do rzeki Moskwy w tej części miasta, która szczególnie ucierpiała wskutek pożaru miasta i zniszczeń minerskich dokonywanych przez wycofujące się w 1812 r. wojska francuskie (wysadzono wówczas w powietrze pobliskie bastiony, baszty i część murów). Początkowo zwany Parkiem Kremlowskim, od 1856 r. nosi miano upamiętniające założyciela.
W roku 1872 na terenach parku miała miejsce wystawa naukowo-przemysłowa.

## Układ

### Górny Park
Rozciąga się pomiędzy Basztą Narożną Arsenalną do mostu Troickiego. Do parku wiedzie monumentalna brama wejściowa, żelazna, ozdobnie wykuta, czterokolumnowa, zwieńczona 4 carskimi dwugłowymi orłami. Brama i żelazna krata otaczająca ogród ozdobiona jest motywem rzymskich ‘fasces’, pomyślana jest jako upamiętnienie zwycięstwa nad armią Napoleona (architekt: E.F. Francewicz). Po lewej stronie pod murem Kremla znajduje się Grób Nieznanego Żołnierza, na którym pali się wieczny ogień, przyniesiony z Pola Marsowego w Sankt Petersburgu. Grób zbudowano w 1967 r., mieści szczątki żołnierza, który poległ podczas bitwy o Moskwę w 1941 r., na 41 kilometrze drogi Leningradzkiej pod Moskwą (był to najdalszy punkt, do którego dotarła niemiecka ofensywa) (projekt architektów: D.I. Burdina, W.A. Klimowa, J.R. Rabajewa, rzeźbę wykonał N.W. Tomski). W pobliżu wmurowane są tablice upamiętniająca miasta-bohaterów ‘wojny ojczyźnianej’ i kapsuły, zawierające proch z pól bitewnych wojny 1941-1945 roku.

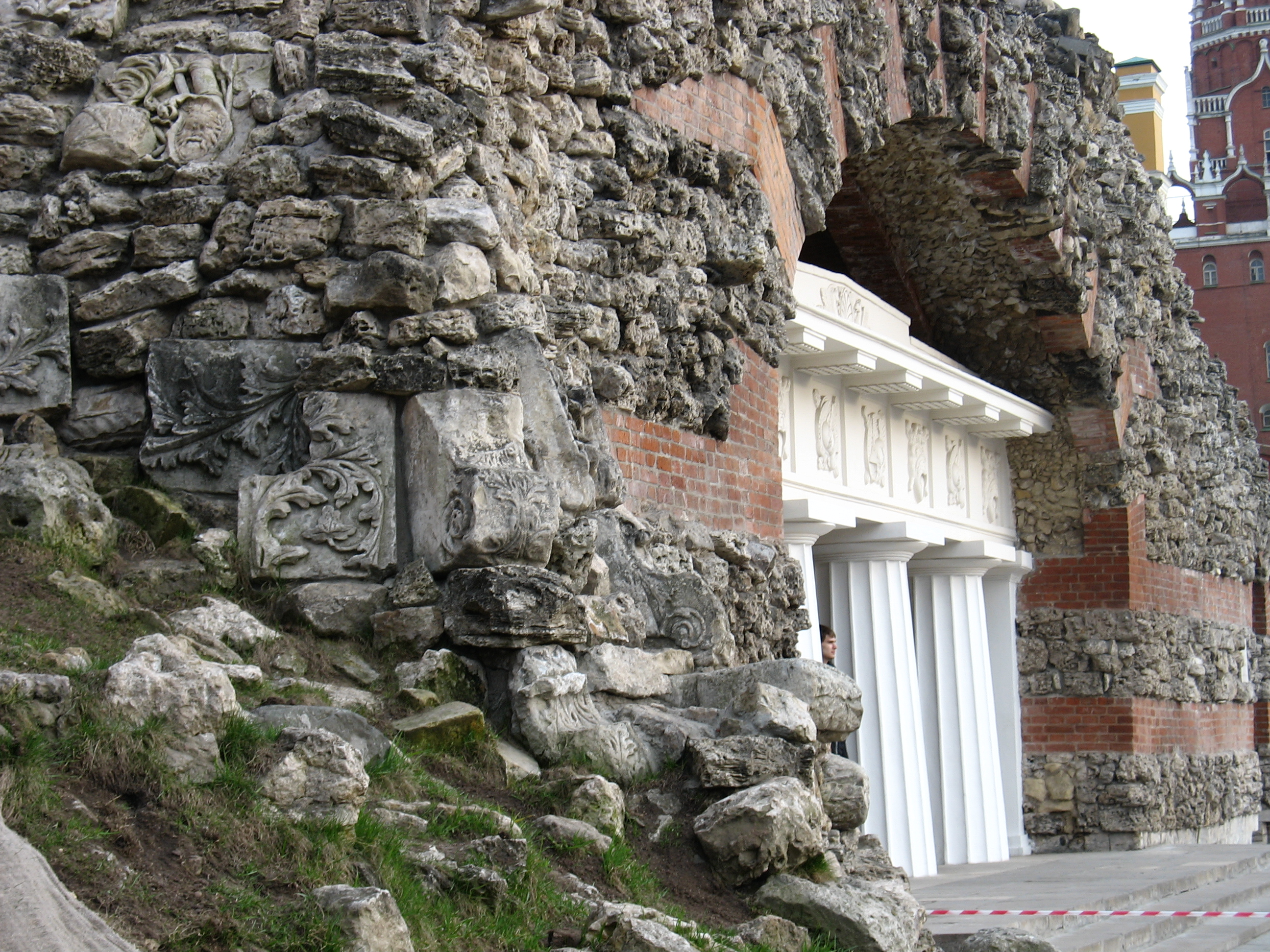
Ogród Aleksandrowski – grota pod basztą Środkową Arsenalną

W części środkowej Parku Górnego znajduje się antykizująca, romantyczna grota, wybudowana u podstawy Baszty Środkowej Arsenalnej według projektu Józefa Bové (ukończona w 1841 r.) ze szczątków budynków zniszczonych podczas okupacji francuskiej. Naprzeciwko groty znajduje się obelisk upamiętniający 300-lecie dynastii Romanowów, wykonany z fińskiego granitu zwieńczony imperialnym orłem, z wykutą listą wszystkich carów z dynastii Romanowów, został wzniesiony 10 lipca 1914 r. (architekt: S. Własiew). Po rewolucji październikowej usunięto herb carski, a na obelisku umieszczono nazwiska 19 komunistycznych działaczy i filozofów.
Przy wejściu do podziemnego domu towarowego „Ochotnyj Riad”, pomiędzy parkiem a placem Maneż, znajduje się staw z fontannami i rzeźbami przedstawiającymi postaci z rosyjskich bajek.
W roku 2013 w parku wystawiono pomnik patriarchy Hermogena.

### Środkowy Park

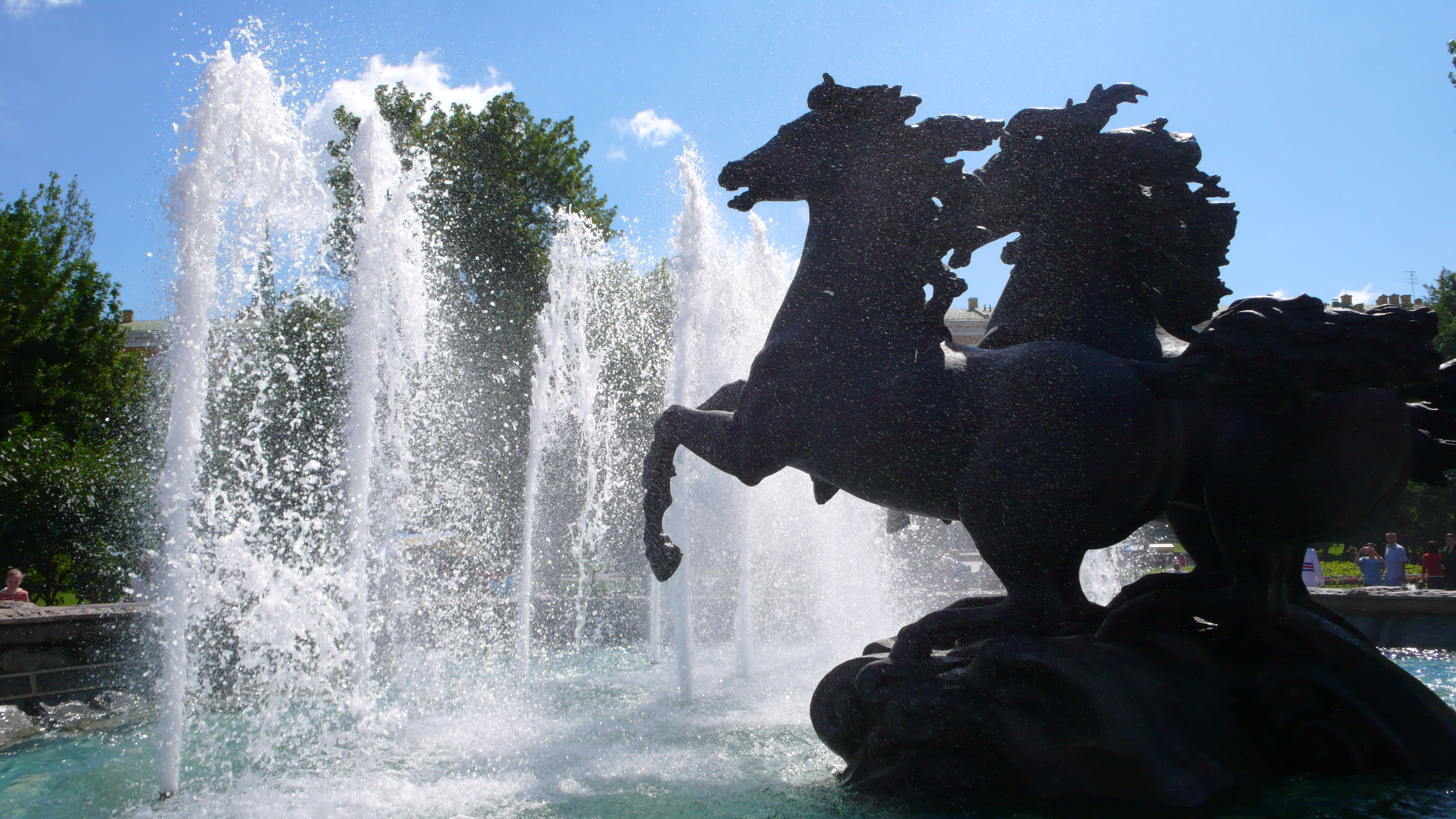
Ogród Aleksandrowski – fontanna

Rozciąga się pomiędzy mostem Troickim a Basztą Borowicką. Wyróżniającym się obiektem jest zespół architektoniczny mostu Troickiego, łączącego barbakan Kutafja i basztę Troicką, stanowiącą główne wejście dla turystów zwiedzających Kreml. W parku znajdują się pawilony, w których można kupić bilety wejściowe do Kremla. Po drugiej stronie znajduje się wejście do stacji metra.

### Dolny Park

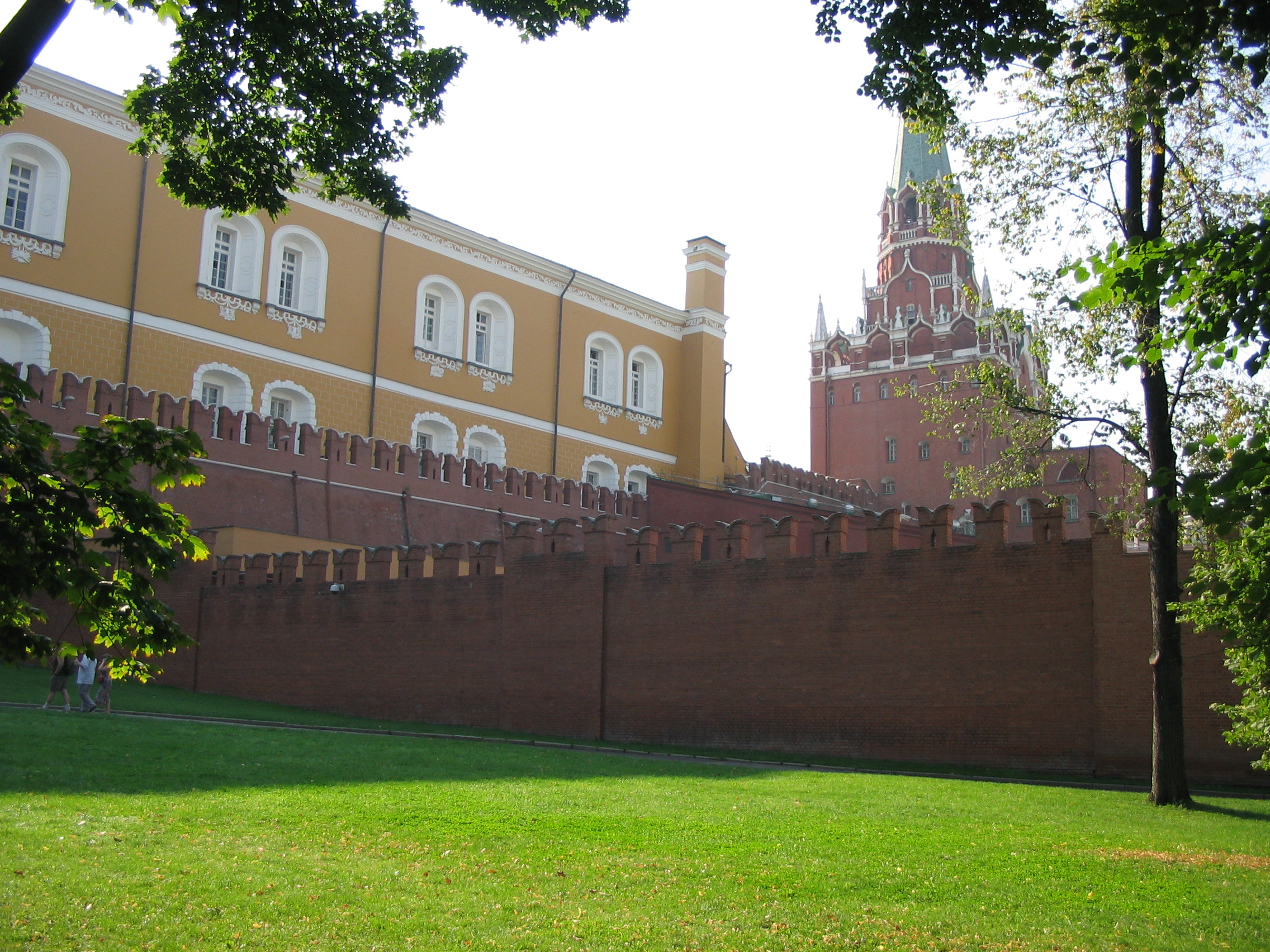
Ogród Aleksandrowski – widok

Założony w 1823 r., rozciąga się wzdłuż drogi wiodącej do baszty Borowickiej – głównej bramy wejściowej na Kreml, na zboczu od strony rzeki Moskwy.
W roku 2012 dokonano rewitalizacji parku, posadzono 200 nowych drzew i 2700 krzewów. We wszystkich częściach parku znajdują się klomby kwiatowe i rozaria.